# 卡萨拉布里瓦
卡萨拉布里瓦（法語：Casalabriva，法語發音：[kazalabʁiva]）是法国南科西嘉省的一个市镇，属于萨尔泰讷区。

## 地理
卡萨拉布里瓦（41°45'11"N, 8°56'14"E）面积15.92 平方千米，位于法国南科西嘉省，该省份位于科西嘉南部，后者为地中海西部的一座岛屿，也是法国的一个单一领土集体，位于法国大陆部分的东南面，意大利半島的西面，最临近的地块是撒丁岛。
与卡萨拉布里瓦接壤的市镇（或旧市镇、城区）包括：奥尔梅托、彼得雷托-比基萨诺、皮拉-卡纳莱、索拉卡罗。

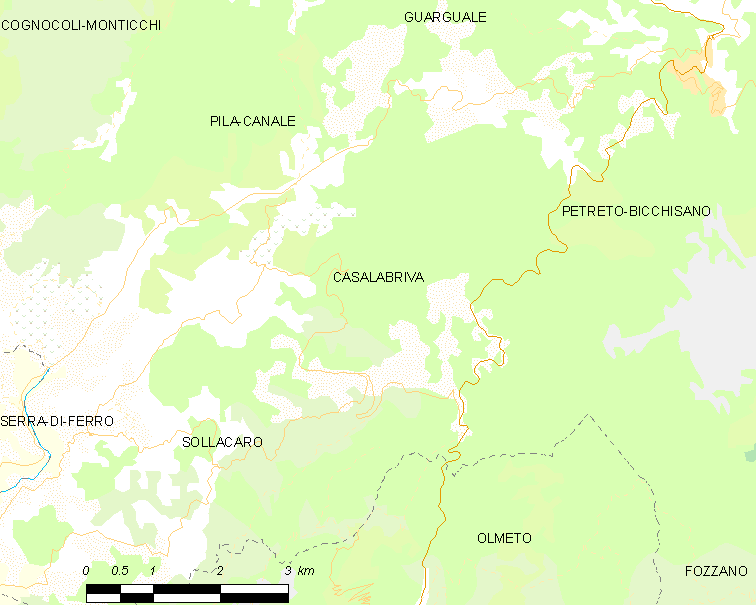
卡萨拉布里瓦的OSM定位图

卡萨拉布里瓦的时区为UTC+01:00、UTC+02:00（夏令时）。

## 行政
卡萨拉布里瓦的邮政编码为20140，INSEE市镇编码为2A071。

## 政治
卡萨拉布里瓦所属的省级选区为塔拉沃-奥尔纳诺县。

## 人口

1962-2008年间卡萨拉布里瓦人口变化图示

卡萨拉布里瓦于2022年1月1日时的人口数量为229人。